# Lithraea
Lithraea (sin. Lithrea Hook.) es un género de plantas fanerógamas en la familia de las  anacardiáceas; compuesto por tres o cuatro especies distribuidas en Sudamérica.

## Descripción
Son árboles o arbustos resinosos, con principios cáusticos; hojas alternas, coriáceas, simples (o compuestas de 3-5 folíolos, raquis y pecíolos alados). Inflorescencias en panículas axilares o terminales. Las flores son pequeñas, polígamo-dioicas, pentámeras. Androceo de 10 estambres. El fruto es una drupa.

## Taxonomía
El género fue descrito por Miers ex Hook. & Arn. y publicado en Travels in Chile and la Plata 2: 529. 1826. La especie tipo es: Lithraea caustica (Molina) Hook.& Arn.

## Especies
- Lithraea molleoides (Vell.) Engl aruera
- Lithraea caustica (Molina) Hook.& Arn. litre
- Lithraea brasiliensis Marchand